# Йохан Непомук Хумел
Йохан Непомук Хумел (на немски: Johann Nepomuk Hummel) (* 14 ноември 1778 в Пресбург, (днес Братислава), Унгарско кралство – † 17 октомври 1837 във Ваймар) е словашки, австро-унгарски и немски композитор и пианист.

## Биография
Бащата на Йохан Непомук Хумел, Йоханес Хумел, е бил отначало военен капелмайстор във Вартберг (Wartberg), днес Сенец, Словакия, а от 1786 се премества със семейството си във Виена, където става един от ръководителите на оркестъра в Шиканедер театър, известен още като Фрайхаус театър (Freihaustheater).
Тук на осемгодишна възраст става ученик на Волфганг Амадеус Моцарт, при когото учи две години. Моцарт е впечатлен от способностите му и го учи безплатно.
Дебютът му като пианист е на един от концертите на Моцарт, когато е на 9 години.
От 1788 до 1793 Йохан Непомук, заедно с баща си, предприема концертно турне в Дания и Англия. В Лондон остава 4 години и взема уроци при Муцио Клементи. Йозеф Хайдн, който по това време също е в Лондон, посвещава на младия пианист една соната, която той изпълнява по-късно на концерт в Хановер, в присъствието на Хайдн. След завръщането си във Виена взема уроци при Йохан Георг Албрехтсбергер и Антонио Салиери.
През 1804, по препоръка на Хайдн и като негов наследник, Хумел става придворен капелмайстор при княз Николаус II Естерхази в Айзенщад (Eisenstadt), където работи в продължение на 7 години. След напускането на тази длъжност поради разногласия, той прави турне в Русия и Западна Европа. През 1813 се жени за оперната певица Елизабет Рьокел; Салиери е един от свидетелите му. През 1814 се ражда първият му син Едуард.
От 1816 до 1818 г. е придворен капелмайстор в Щутгарт, а от 1819 – придворен капелмайстор във Ваймар и учител по музика на родената в 1811 Аугуста фон Заксен-Ваймар-Ейзенах (Augusta von Sachsen-Weimar-Eisenach), бъдеща съпруга на императора на Германия и крал на Прусия, Вилхелм I). Във Ваймар се ражда през 1821 вторият син на Йохан Непомук Хумел – Карл Мария Николаус Хумел.
Хумел спечелва големи възнаграждения, като съобразително използва еднаквите в Германия и Австрия закони за авторските права (Copyright). Въпреки че към края на неговия живот славата му избледнява, все пак той умира като един от първите богати композитори в историята на музиката. След смъртта на Хумел, Ференц Лист прави възможно издигането на негов паметник в Братислава, като изнася редица благотворителни концерти в негова чест.

## Композиторът Хумел
Хумел живее и твори в епоха на големи исторически и културни промени – това е епохата на Френската революция от 1789 г. и прехода от класицизма към романтизма в изкуствата. Това несъмнено се отразява и върху творчеството му. Докато първите му произведения са под силното влияние на учителя му Моцарт, то последните му творби са образци на музикалния романтизъм във виртуозна форма.
Хумел публикува между другото шест концерта за пиано и оркестър, осем сонати за пиано, от които две за четири ръце, редица други композиции за соло пиано, както и камерна музика. Освен това той композира редица опери, кантати и меси. Само симфонии липсват в творчеството му.
Някои творби за соло пиано на Хумел оказват силно влияние върху неговите съвременници Франц Шуберт и Феликс Менделсон Бартолди. Неговото влияние се забелязва и в ранните творби на Фредерик Шопен и Роберт Шуман.

### Произведения (избрани)
- Концерт за пиано и оркестър №1 в до мажор, ор. 36
- Концерт за пиано и оркестър №2 в ла минор, ор. 85
- Концерт за пиано и оркестър №3 в си бемол минор, ор. 89
- Концерт за пиано и оркестър №4 в ми мажор, ор. 110
- Концерт за пиано и оркестър №5 в ла минор, ор. 113
- Концерт за пиано и оркестър във фа мажор, op. posth. 1
- Концерт за тромпет и оркестър в ми бемол мажор, без опус 1
- Соната за пиано №1 op. 2a №3
- Соната за пиано №2 op. 13
- Соната за пиано №3 op. 20
- Соната за пиано №4 op. 38
- Соната за пиано на 4 ръце op. 51
- Соната за пиано №5 op. 81
- Голяма соната за пиано на 4 ръце op. 92
- Соната за пиано в ла бемол мажор op. 92a
- Соната за пиано №6 op. 106

Произведенията с опус според някои източници са 126, а според други, 127. Освен това има много други без опус и с друга класификация. Каталогът с произведения на Хумел непрекъснато се допълва.

## Пианистът и учителят Хумел
Хумел е смятан за един от най-значителните пианисти на своето време и като такъв, най-силният конкурент на Лудвиг ван Бетовен, с когото го свързва приятелство, често застрашено от кризи. Като Бетовен, Хумел е бил голям импровизатор. След смъртта на Бетовен, според собственото му желание, Хумел изпълнява импровизации върху негови творби в рамките на траурната церемония.
Йохан Непомук Хумел е бил търсен преподавател по пиано и е обучавал редица видни музиканти, между които Карл Черни, Фердинанд Хилер, Адолф Хензелт и за кратко време Менделсон. Също и Лист, ученик на Карл Черни, е искал първоначално да взема уроци при Хумел, но неговите хонорари са били твърде високи. Роберт Шуман в писмо до майка си пише, че би желал да учи при Хумел, но това не се осъществява.
През 1828 г. Хумел публикува тритомния си труд „Подробни теоретично-практически указания за свирене на пиано“ , илюстриран с безброй нотни примери.